# Кларк (округ, Джорджія)
Шаблон:StateAbbr_ 33°57′20″ пн. ш. 83°23′00″ зх. д. / 33.955464° пн. ш. 83.383245° зх. д.
Округ Кларк (англ. Clarke County) — округ (графство) у штаті  Джорджія, США. Ідентифікатор округу 13059.

## Історія
Округ утворений 1801 року.

## Демографія
За даними перепису
2000 року
загальне населення округу становило 101489 осіб, зокрема міського населення було 92644, а сільського — 8845.
Серед мешканців округу чоловіків було 49532, а жінок — 51957. В окрузі було 39706 домогосподарств, 19678 родин, які мешкали в 42126 будинках.
Середній розмір родини становив 2,95.
Віковий розподіл населення поданий у таблиці:
| Стать    | До 15 років | 15-21 | 22-29 | 30-39 | 40-49 | 50-65 | 65-85 | Понад 85 |
| -------- | ----------- | ----- | ----- | ----- | ----- | ----- | ----- | -------- |
| Чоловіки | 7735        | 11080 | 11112 | 6531  | 4983  | 4858  | 2964  | 269      |
| Жінки    | 7426        | 12566 | 9753  | 6120  | 5446  | 5671  | 4234  | 741      |

## Суміжні округи
- Медісон — північний схід
- Оглторп — південний схід
- Оконі — південний захід
- Берроу — захід
- Джексон — північний захід

## Виноски
1. ↑  U.S. Decennial Census. United States Census Bureau. Архів оригіналу за 26 квітня 2015. Процитовано 17 червня 2014.
2. ↑  Historical Census Browser. University of Virginia Library. Архів оригіналу за 26 Грудня 2013. Процитовано 19 червня 2014.
3. ↑  Population of Counties by Decennial Census: 1900 to 1990. United States Census Bureau. Архів оригіналу за 2 Лютого 2019. Процитовано 19 червня 2014.
4. ↑  Census 2000 PHC-T-4. Ranking Tables for Counties: 1990 and 2000 (PDF). United States Census Bureau. Архів оригіналу (PDF) за 18 Грудня 2014. Процитовано 19 червня 2014.
5. ↑  State & County QuickFacts. United States Census Bureau. Архів оригіналу за 8 липня 2011. Процитовано 19 червня 2014.(англ.) Наведено за англійською вікіпедією.
6. ↑  American FactFinder. Бюро перепису населення США. Архів оригіналу за 29 липня 2011. Процитовано 31 січня 2008.

| США | Це незавершена стаття з географії США. Ви можете допомогти проєкту, виправивши або дописавши її. |